# Colorado Charlie
Colorado Charlie è un film del 1965 diretto da Roberto Mauri, accreditato col nome Robert Johnson.